# Storage Module Device
Storage Module Device (SMD) est une famille de disques magnétiques très utilisée dans les années 1980. Elle était principalement réservée pour les disques de grande capacité installés sur des serveurs.

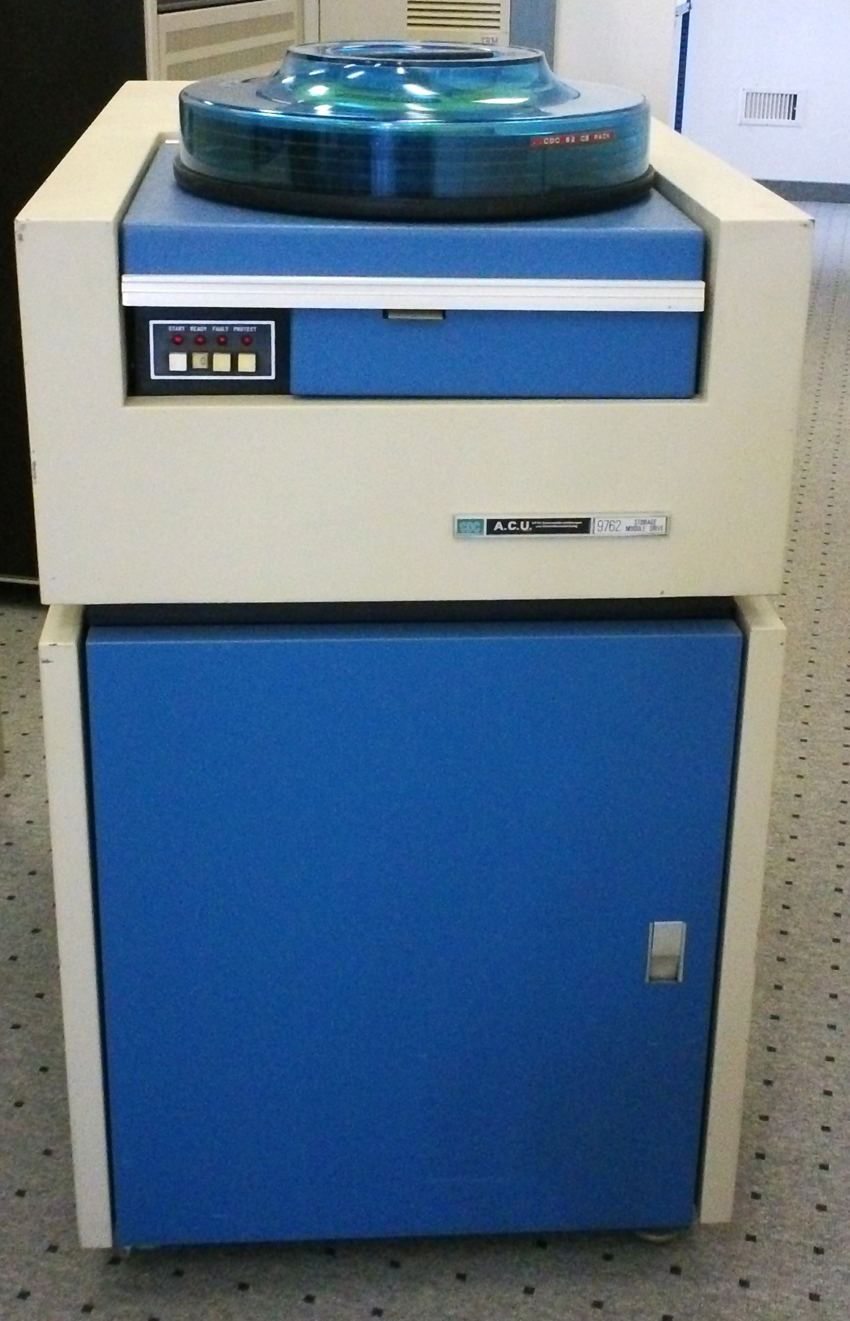
Un CDC 9762 SMD de 1974. Sa capacité de stockage est de 80 MB.

Elle a été proposée pour la première fois par Control Data Corporation en décembre 1973 sur CDC 9760 avec une capacité de 40 MB (non formaté).